# Carmela Toso
Carmela Toso (Trieste, 30 settembre 1912 – Trieste, 11 marzo 2002) è stata una ginnasta e nuotatrice italiana.

## Biografia
Nata nel 1912 a Trieste, a 23 anni partecipò ai Giochi olimpici di Berlino 1936, nel concorso a squadre, chiuso al settimo posto con 442.05 punti totali (18.30 alle parallele, 18.75 alla trave e 20.55 al volteggio i suoi punteggi).
Attiva anche nel nuoto, vinse il bronzo nei 100 m stile libero agli Italiani estivi 1932 e 1933, l'argento nei 400 m stile libero agli Italiani estivi 1937, ma soprattutto fu campionessa italiana nei 400 m stile libero agli Italiani estivi 1933.
Morì nel 2002, a 89 anni.